# Municipio de Bogard (Indiana)
El municipio de Bogard (en inglés: Bogard Township) es un municipio ubicado en el condado de Daviess en el estado estadounidense de Indiana. En el año 2010 tenía una población de 1473 habitantes y una densidad poblacional de 15,48 personas por km².

## Geografía
El municipio de Bogard se encuentra ubicado en las coordenadas 38°46′40″N 87°4′12″O / 38.77778, -87.07000. Según la Oficina del Censo de los Estados Unidos, el municipio tiene una superficie total de 95.18 km², de la cual 94,37 km² corresponden a tierra firme y (0,85 %) 0,81 km² es agua.

## Demografía
Según el censo de 2010, había 1473 personas residiendo en el municipio de Bogard. La densidad de población era de 15,48 hab./km². De los 1473 habitantes, el municipio de Bogard estaba compuesto por el 99,32 % blancos, el 0,14 % eran afroamericanos, el 0,2 % eran asiáticos, el 0,07 % eran de otras razas y el 0,27 % eran de una mezcla de razas. Del total de la población el 0,07 % eran hispanos o latinos de cualquier raza.